# Neuville-lez-Beaulieu
Pour les articles homonymes, voir Neuville et Beaulieu.
Neuville-lez-Beaulieu est une commune française située dans le département des Ardennes, en région Grand Est.

## Géographie

### Localisation
La commune, située juste à l'est de Signy-le-Petit, est constituée des deux villages de Beaulieu, au nord, et La Neuville-aux-Tourneurs, au sud, réunis administrativement en 1973, ainsi que le hameau de Pont d'Any.

### Hydrographie
La commune est traversée par la ligne de partage des eaux entre  les bassins hydrographiques Rhin-Meuse et Seine-Normandie. Elle est drainée par la Sormonne, le Ton, le Gland, le Petit Gland, l'Eau Noire, le ruisseau d'Herbay, le ruisseau le Rivandre, le ruisseau Riz de France, le ruisseau de l'Étang du Sous-Prefet, le cours d'eau 24 de la commune de Neuville-lez-Beaulieu, le ruisseau des Cosaques, le ruisseau de Bosneau, le ruisseau de Bosneau, l'Orvaux et divers autres petits cours d'eau,.
La Sormonne, d'une longueur de 56 km, prend sa source dans la commune de Taillette et se jette  dans la Meuse à Warcq, après avoir traversé 23 communes.
Le Ton, d'une longueur de 56 km, prend sa source dans la commune d'Auvillers-les-Forges et se jette  dans l'Oise (rive gauche) à Étréaupont, après avoir traversé 15 communes.
Le Gland, d'une longueur de 37 km, prend sa source dans la commune de Regniowez et se jette  dans l'Oise (rive gauche) à Hirson, après avoir traversé huit communes.
Le Petit Gland, d'une longueur de 29 km, prend sa source dans la commune d'Auvillers-les-Forges et se jette  dans le Gland à Saint-Michel, après avoir traversé neuf communes.
L'Eau Noire, d'une longueur de 12 km en France, prend sa source sur le plateau de Rocroi, traverse l'Ardenne avant de rejoindre Couvin, en Belgique, et se jeter  dans l'Eau Blanche près de Dourbes pour donner naissance au Viroin.

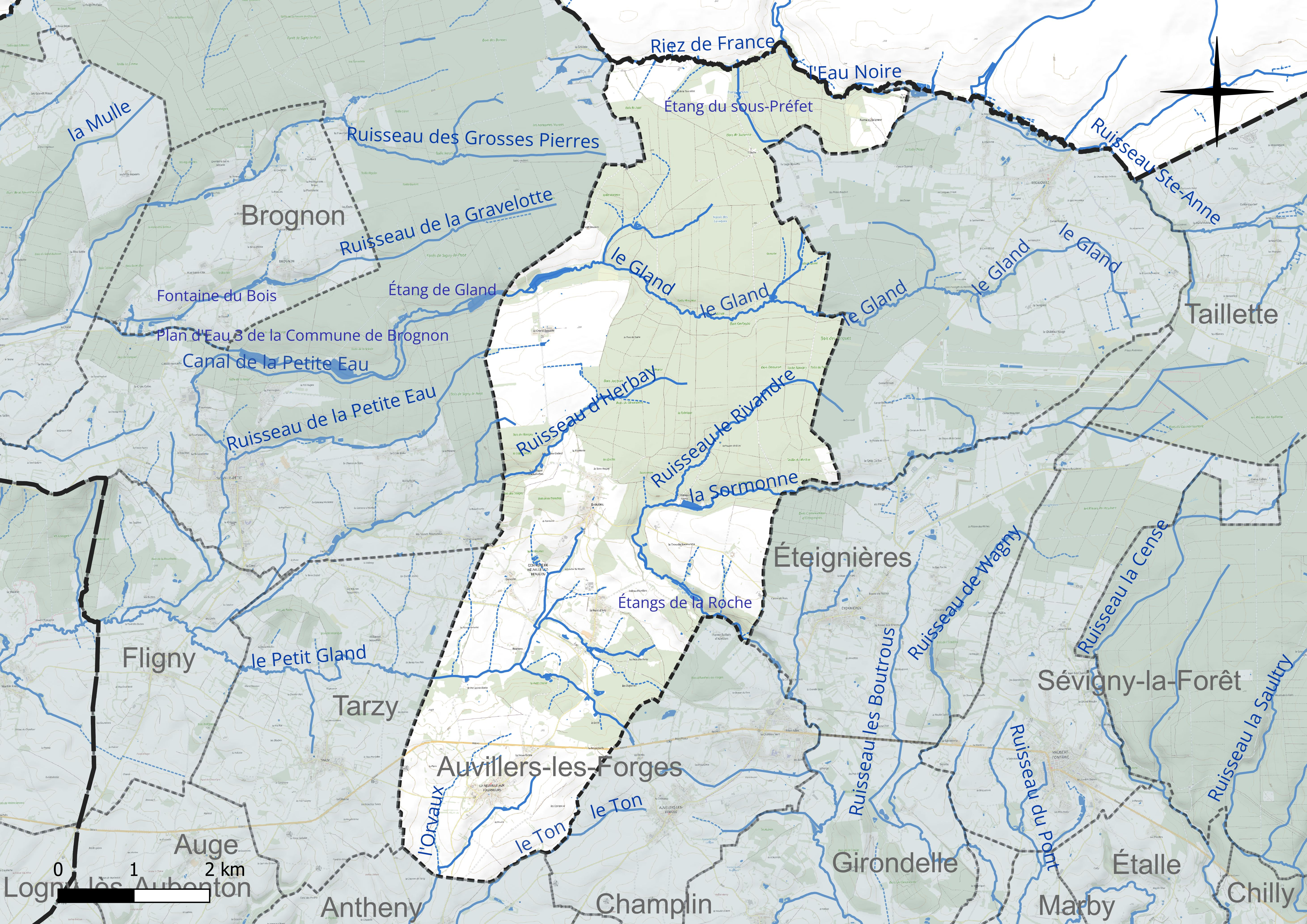
Réseau hydrographique de Neuville-lez-Beaulieu.

Quatre plans d'eau complètent le réseau hydrographique : les étangs de la Roche (0,6 ha), l'étang de Gland, d'une superficie totale de 5,4 ha (0 ha sur la commune), l'étang de la Fermière (5,3 ha) et l'étang du sous-Préfet (0,2 ha),.

### Climat
Pour des articles plus généraux, voir Climat du Grand Est et Climat des Ardennes.
En 2010, le climat de la commune est de type climat de montagne, selon une étude du Centre national de la recherche scientifique s'appuyant sur une série de données couvrant la période 1971-2000. En 2020, Météo-France publie une typologie des climats de la France métropolitaine dans laquelle la commune est exposée à un climat océanique altéré et est dans la région climatique Nord-est du bassin Parisien, caractérisée par un ensoleillement médiocre, une pluviométrie moyenne régulièrement répartie au cours de l’année et un hiver froid (3 °C).
Pour la période 1971-2000, la température annuelle moyenne est de 9,3 °C, avec une amplitude thermique annuelle de 15,1 °C. Le cumul annuel moyen de précipitations est de 1 008 mm, avec 13,3 jours de précipitations en janvier et 10,2 jours en juillet. Pour la période 1991-2020, la température moyenne annuelle observée sur la station météorologique de Météo-France la plus proche, « Rocroi », sur la commune de Rocroi à 16 km à vol d'oiseau, est de 9,5 °C et le cumul annuel moyen de précipitations est de 1 210,4 mm. 
La température maximale relevée sur cette station est de 37,6 °C, atteinte le 25 juillet 2019 ; la température minimale est de −14,7 °C, atteinte le 4 février 2012,,.
Les paramètres climatiques de la commune ont été estimés pour le milieu du siècle (2041-2070) selon différents scénarios d'émission de gaz à effet de serre à partir des nouvelles projections climatiques de référence DRIAS-2020. Ils sont consultables sur un site dédié publié par Météo-France en novembre 2022.

## Urbanisme

### Typologie
Au 1er janvier 2024, Neuville-lez-Beaulieu est catégorisée commune rurale à habitat dispersé, selon la nouvelle grille communale de densité à 7 niveaux définie par l'Insee en 2022.
Elle est située hors unité urbaine et hors attraction des villes,.

### Occupation des sols
L'occupation des sols de la commune, telle qu'elle ressort de la base de données européenne d’occupation biophysique des sols Corine Land Cover (CLC), est marquée par l'importance des forêts et milieux semi-naturels (53 % en 2018), une proportion sensiblement équivalente à celle de 1990 (53,1 %). La répartition détaillée en 2018 est la suivante : 
forêts (53 %), prairies (30,9 %), terres arables (14,1 %), zones urbanisées (1,6 %), eaux continentales (0,4 %). L'évolution de l’occupation des sols de la commune et de ses infrastructures peut être observée sur les différentes représentations cartographiques du territoire : la carte de Cassini (XVIIIe siècle), la carte d'état-major (1820-1866) et les cartes ou photos aériennes de l'IGN pour la période actuelle (1950 à aujourd'hui).

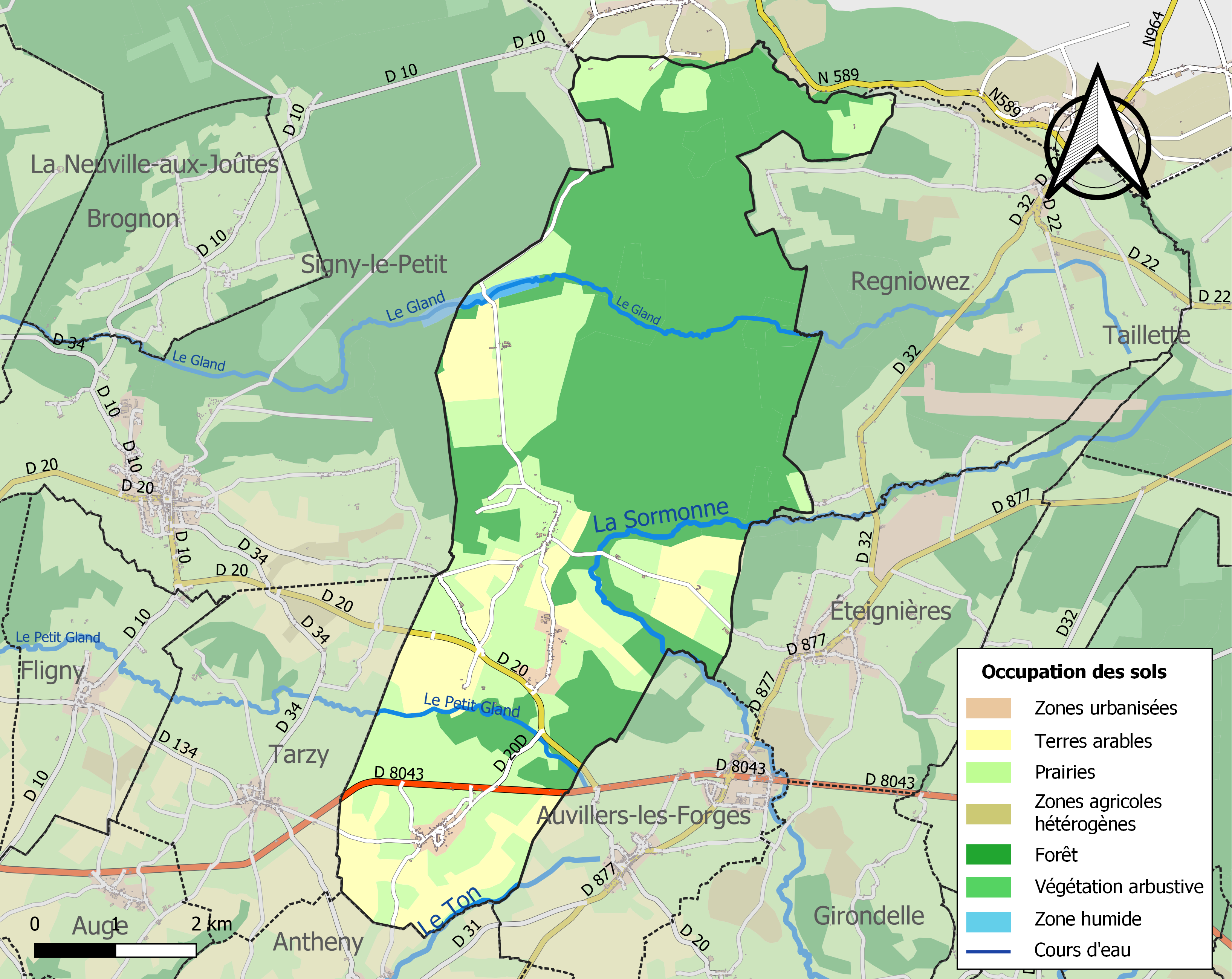
Carte des infrastructures et de l'occupation des sols de la commune en 2018 (CLC).

## Toponymie
Le nom Neuville dérive du latin novavilla, ou « nouveau domaine ». C'est un toponyme très répandu désignant une ville nouvelle (« neuve ville »). De l'adjectif de la langue d'oïl neuve et ville « village ».
La préposition « lez » permet de signifier la proximité d'un lieu géographique par rapport à un autre lieu. En règle générale, il s'agit d'une localité qui tient à se situer par rapport à une ville voisine plus grande. La commune de Neuville indique qu'elle se situe près de Beaulieu.

## Histoire
Le camp de maquisards du Gros Fau ou de Rièzes (1942-1944).
Le camp se trouvait au lieu-dit le Gros Fau — le gros hêtre — à mi-parcours entre les villages de Beaulieu (France, écart de La Neuville-aux-Tourneurs) et de Rièzes (Belgique). Il est surtout connu sous le nom de camp de Rièzes.
Fin 1942, on y a dressé des tentes pour accueillir des réfractaires, puis, en mai 1943, le Front de l'Indépendance y a aménagé trois baraquements en rondins, recouverts de bâches, de gazon et de fougères. À la fin de cette année, on y comptait, outre des Français et des Belges, 30 Russes, évadés des charbonnages du Pays Noir où ils avaient été réquisitionnés, et une quinzaine d’aviateurs alliés.
La rafle du 22 février 1944.
Tôt le matin, vers 7 h ½, les habitants de Rièzes sont réveillés par de grands coups donnés sur les portes d'entrée des maisons. Le village est cerné par des troupes allemandes nombreuses (on parle de 1 700 soldats) qui vont fouiller les maisons à la recherche de maquisards ou de toutes traces d'aide à ceux-ci.
N. Michaux, une jeune fille de La Gruerie (Signy-le-Petit), qui se sauvait, est tuée d’une balle et Gaston Constant, de Rièzes, est blessé d’un coup de feu ; ce dernier sera conduit à la clinique de Chimay où il est soigné.
Les hommes et les jeunes gens sont emmenés à l’école des garçons où sont vérifiées les cartes d’identité; par la suite, 45 habitants sont contraints de grimper dans deux camions qui les emmènent dans un camp à Casteau, entre Mons et Soignies, puis à la prison de Saint-Gilles (Bruxelles).
De là, quelques-uns sont libérés après 15 jours ou un mois, les autres après trois, mais cinq personnes sont transférées en Allemagne : deux sœurs herbagères, chez qui on a arrêté deux aviateurs américains, ainsi que trois hommes dont un ne reviendra pas. On compte aussi de nombreuses arrestations dans les villages environnants.
Dès janvier 1944, le groupe D du Service Hotton (des résistants belges) assure la défense du camp du Gros Fau — ce groupe s'était fixé en octobre 1943, dans les bois de Bourlers (Haute Grange), puis à la Haute Nimelette, entre Rièzes et l'Escaillère,) et enfin, au château Goffin, qui sera incendié par les Allemands. Après la rafle, il se cache dans les bois de la région jusqu’au 6 juillet 1944 où il s’établit à Brûly-de-Pesche (Belgique).

## Politique et administration

### Administration municipale
| Période      | Période                   | Identité                                          | Étiquette | Qualité                                             |
| ------------ | ------------------------- | ------------------------------------------------- | --------- | --------------------------------------------------- |
| 1971         | 1995                      | Paul Dépernet                                     |           | Exploitant agricole                                 |
| 1995         | mars 2001                 | Benoît Huré                                       | RPR       | Conseiller général depuis 1992 Sénateur depuis 2004 |
| mars 2001    | avril 2014                | Jean-Louis Lekeux                                 |           |                                                     |
| 5 avril 2014 | En cours (au 25 mai 2020) | Nicolas Carpentier Réélu pour le mandat 2020-2026 |           | Agriculteur                                         |

### Intercommunalité
La commune fait partie de la communauté de communes Ardennes Thiérache. Elle a en outre adhéré à la charte du parc naturel régional des Ardennes, à sa création en décembre 2011.

## Population et société

### Démographie
L'évolution du nombre d'habitants est connue à travers les recensements de la population effectués dans la commune depuis 1793. Pour les communes de moins de 10 000 habitants, une enquête de recensement portant sur toute la population est réalisée tous les cinq ans, les populations de référence des années intermédiaires étant quant à elles estimées par interpolation ou extrapolation. Pour la commune, le premier recensement exhaustif entrant dans le cadre du nouveau dispositif a été réalisé en 2008.

En 2022, la commune comptait 327 habitants, en évolution de −2,39 % par rapport à 2016 (Ardennes : −2,97 %, France hors Mayotte : +2,11 %).
| 1793 | 1800 | 1806 | 1821 | 1831 | 1836 | 1841 | 1846 | 1851 |
| ---- | ---- | ---- | ---- | ---- | ---- | ---- | ---- | ---- |
| 884  | 582  | 577  | 698  | 663  | 690  | 677  | 664  | 691  |

| 1866 | 1872 | 1876 | 1881 | 1886 | 1891 | 1896 | 1901 | 1906 |
| ---- | ---- | ---- | ---- | ---- | ---- | ---- | ---- | ---- |
| 630  | 588  | 530  | 517  | 543  | 535  | 505  | 501  | 453  |

| 1911 | 1921 | 1926 | 1931 | 1936 | 1946 | 1954 | 1962 | 1968 |
| ---- | ---- | ---- | ---- | ---- | ---- | ---- | ---- | ---- |
| 424  | 353  | 376  | 367  | 387  | 360  | 373  | 352  | 374  |

| 1975 | 1982 | 1990 | 1999 | 2006 | 2008 | 2013 | 2018 | 2022 |
| ---- | ---- | ---- | ---- | ---- | ---- | ---- | ---- | ---- |
| 374  | 360  | 298  | 265  | 311  | 324  | 348  | 334  | 327  |

## Culture locale et patrimoine

### Lieux et monuments
- Église Notre-Dame de Beaulieu.
- Église Saint-Nicolas de la Neuville aux Tourneurs.

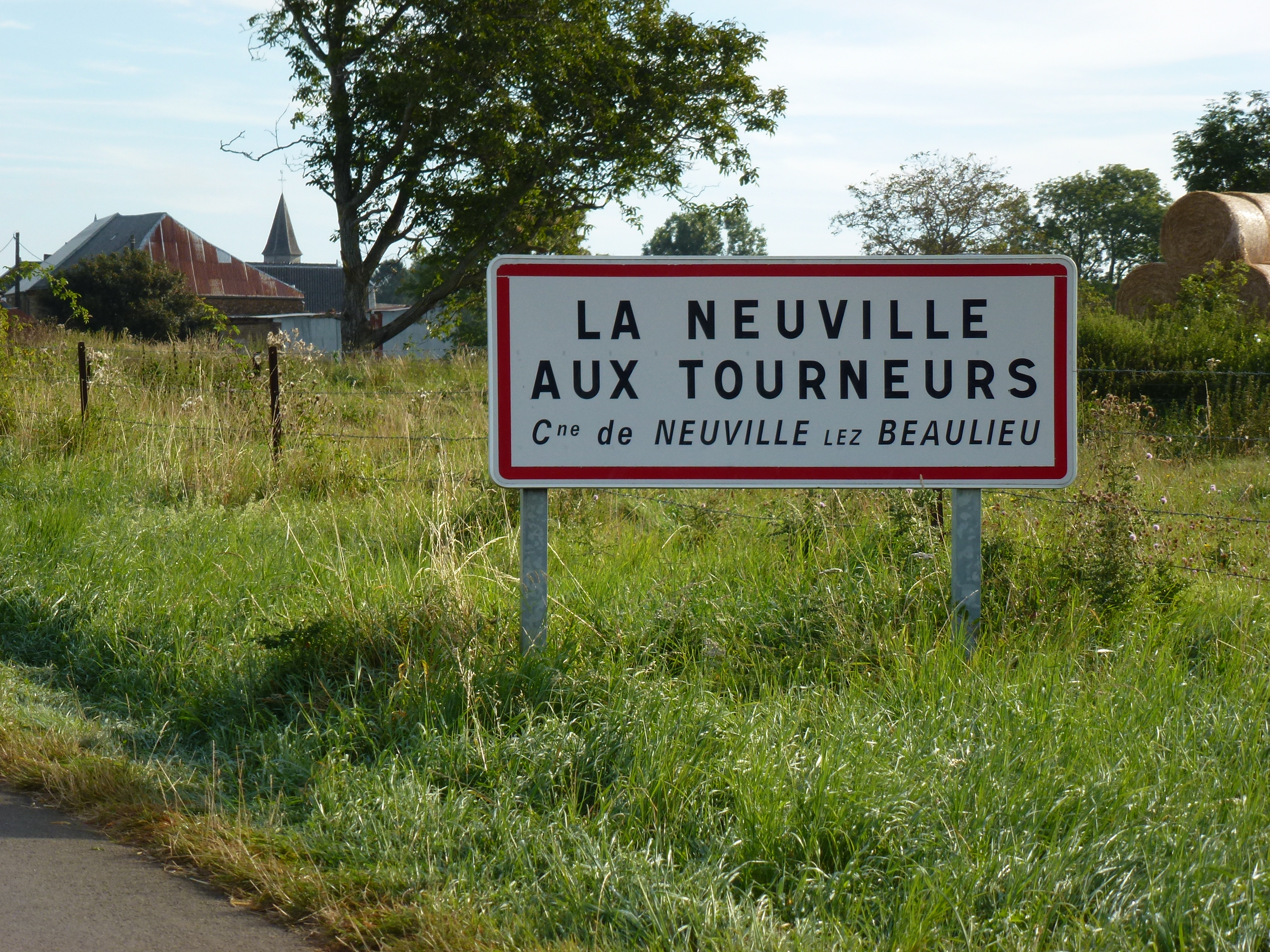
Entrée de La Neuville aux Tourneurs.
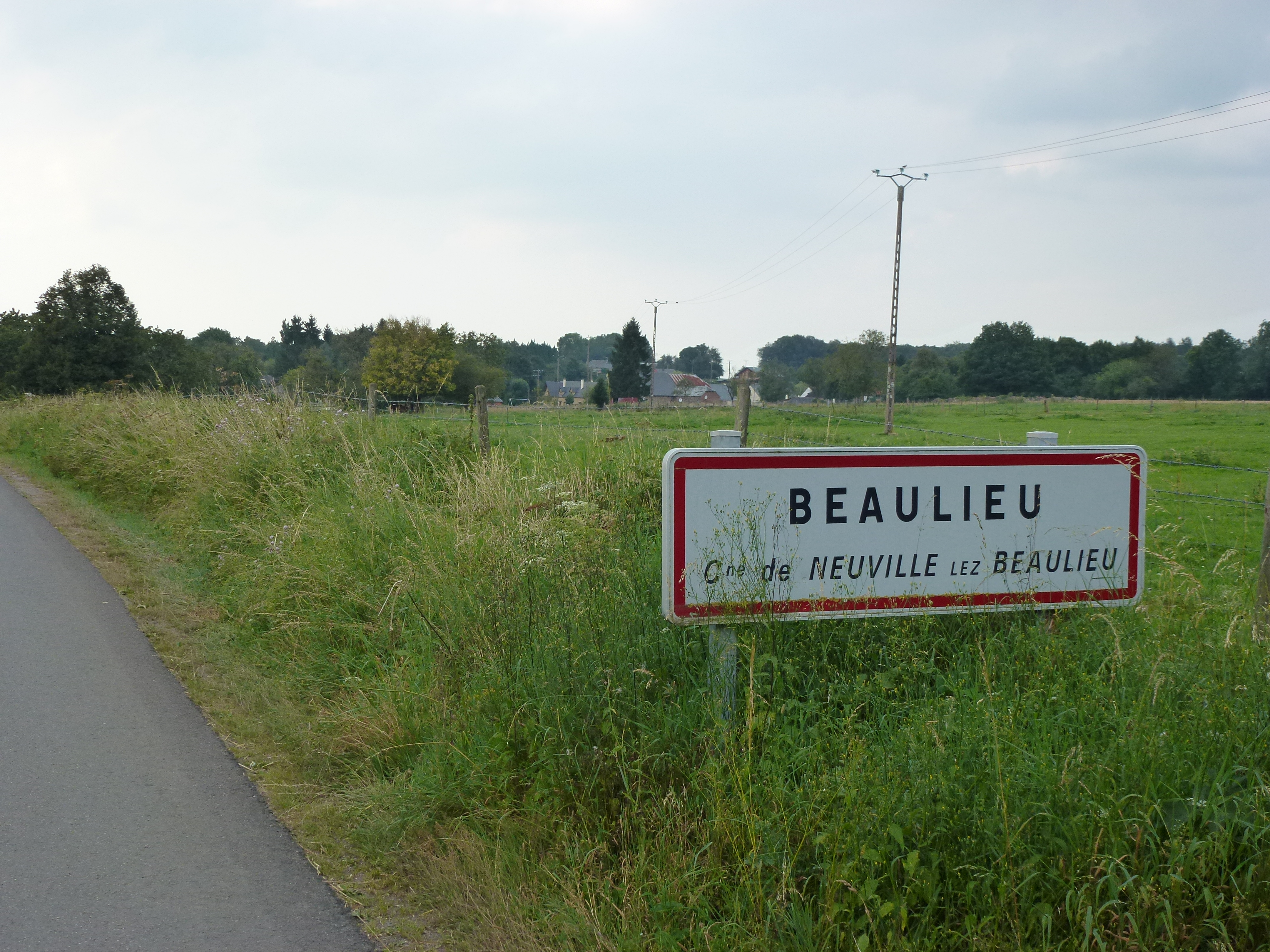
Entrée de Beaulieu.
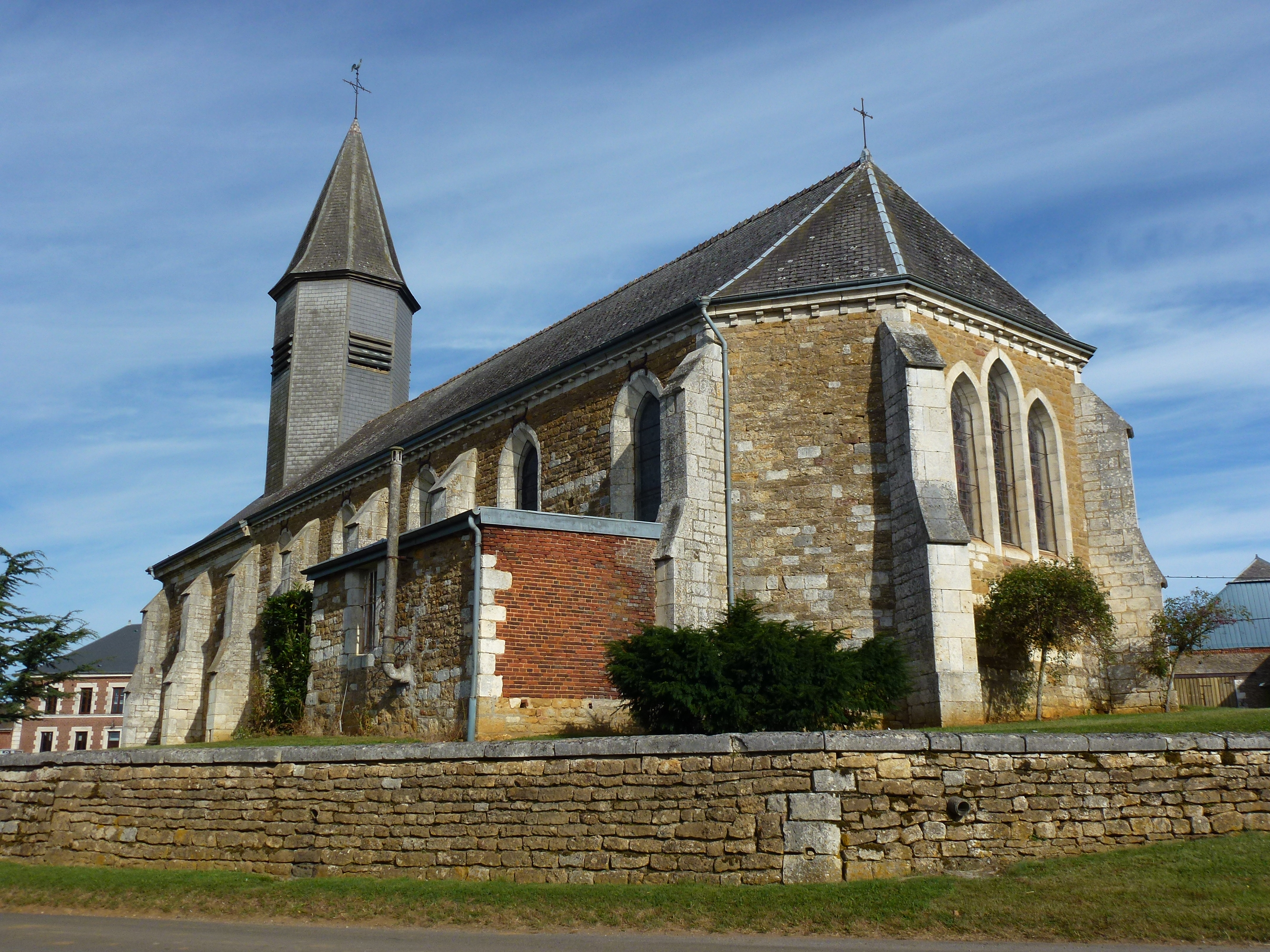
Église de La Neuville aux Tourneurs.
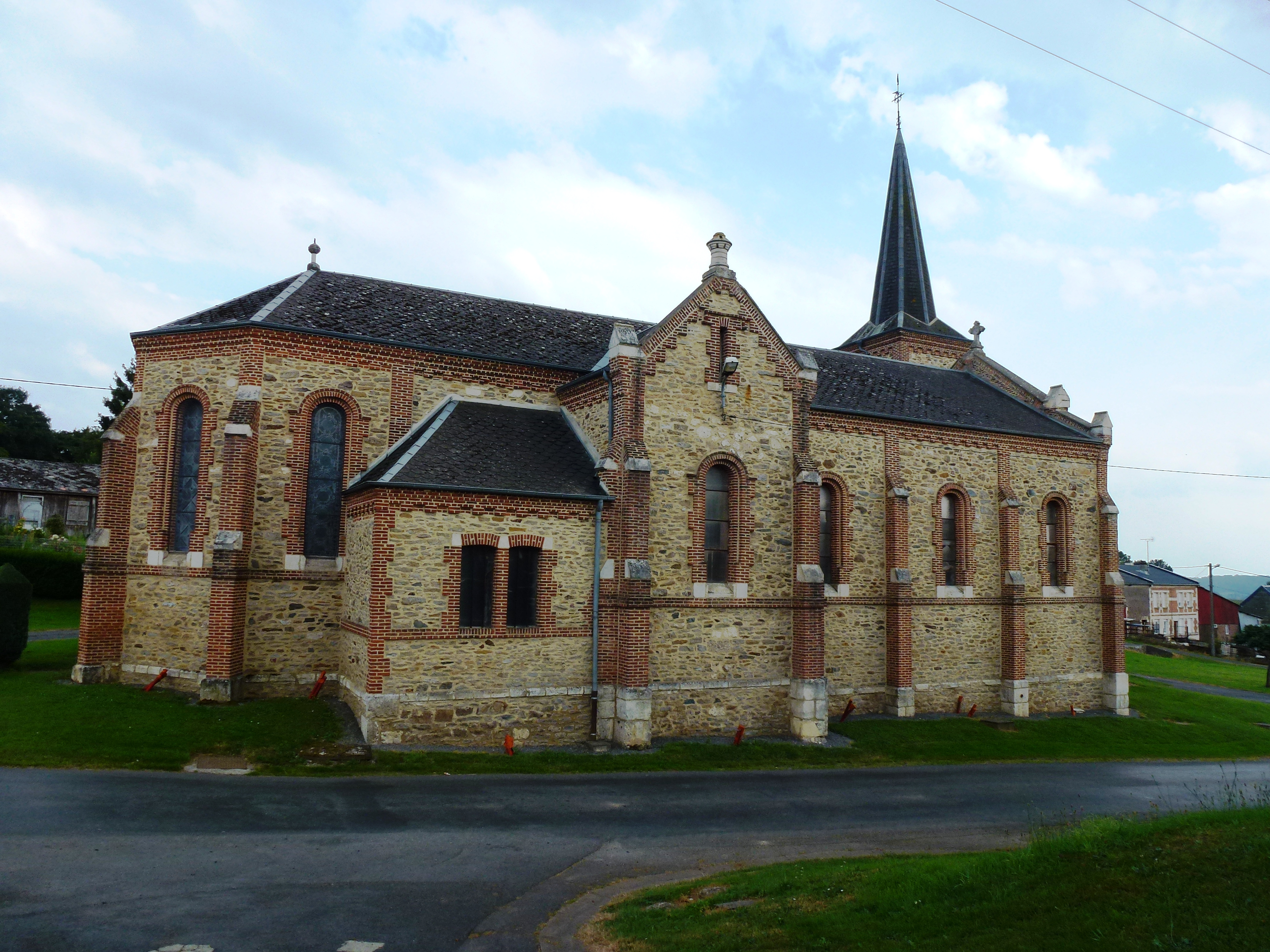
Église de Beaulieu.
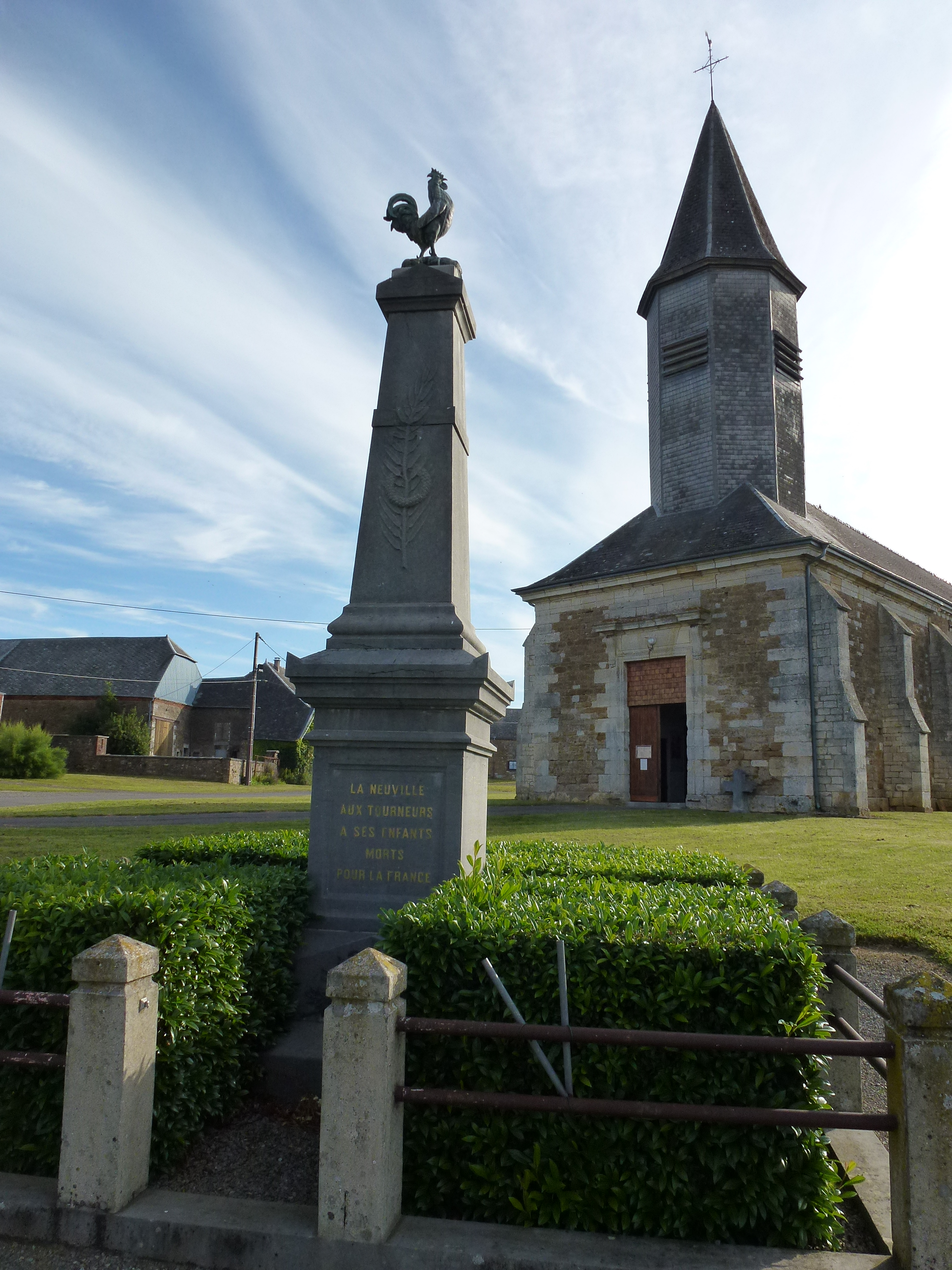
Monument aux morts de La Neuville aux Tourneurs.
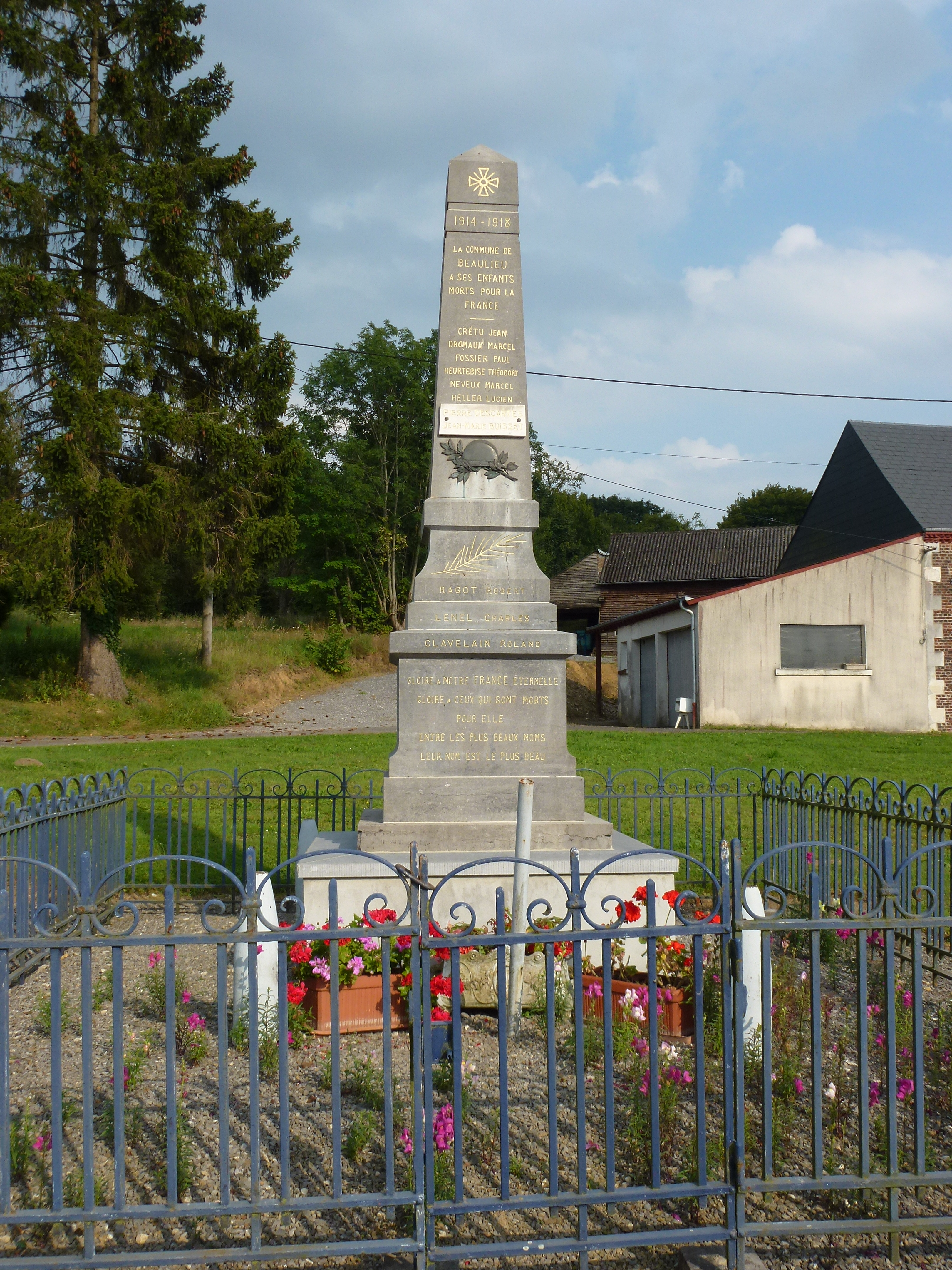
Monument aux morts de Beaulieu.

### Personnalités liées à la commune
- Pierre-Louis Péchenard (1842-1920), fut prêtre catholique romain, de 1868 à 1872, dans la paroisse de La Neuville-aux-Tourneurs.

### Héraldique
| Armes de Neuville-lez-Beaulieu | Les armes de Neuville-lez-Beaulieu se blasonnent ainsi : D'or au double trescheur fleurdelysé et contre-fleurdelysé de sinople, à la bande de gueules chargée de trois alérions d'argent brochant sur le tout. |